# Re:member
「Re:member」（リメンバー）は、2006年5月31日に発売されたFLOWのメジャー9枚目、通算13枚目のシングル。

## 概要
- ボーカルのKEIGO復帰後、初のシングルで、前作から9ヶ月（301日）ぶりのリリース。ちなみにこの期間は、「SNOW FLAKE 〜記憶の固執〜/PULSE」〜「Sign」に次いで2番目に長い。
- 初回仕様盤が存在し、特典が付属されている（後述）。
- 2006年6月2日放送分の『ミュージックステーション』に出演し、「Re:member」を披露した。
- キャッチコピーは、『2006年のFLOWが、今まさに開幕する!!!!!!!』

## 収録曲
1. Re:member (3:19)
作詞:KOHSHI ASAKAWA　作曲:TAKESHI ASAKAWA　編曲:FLOW&TERRASSY
  - テレビ東京系アニメ『NARUTO -ナルト-』第8期オープニングテーマ[2]。『NARUTO』のタイアップは「GO!!!」に次いで2度目となる。
  - PVにはキダ・タロー、内山信二が出演している。PVの内容は、KOHSHIが演奏中にパラレルワールドに迷い込み、他のメンバーが、CGによる合成や、着ぐるみを着るなど様々な形で登場し、ラストのサビでメンバー5人による演奏に戻ってくるというもの。これには、KEIGOが事故に遭ったことを受けてメンバーが1人欠けた状態になり、FLOWというバンドは今の5人でなければいけないというメッセージが込められている（ベストアルバム『FLOW THE BEST』のコメンタリーにて）。
  - 2006年に行われたライブ「FLOW THE CARNIVAL 2006 『開幕戦』」では、復活の意を込めて、ライブの冒頭とラストにこの曲が歌われた。
2. Your song (3:24)
作詞:KEIGO HAYASHI,KOHSHI ASAKAWA　作曲:TAKESHI ASAKAWA　編曲:FLOW
3. カレイドスコープ (3:40)
作詞:KOHSHI ASAKAWA　作曲:TAKESHI ASAKAWA　編曲:FLOW&Seiji Kameda
4. Re:member -Vocalless Mix- (3:22)
5. Re:member -NARUTO Opening Mix- (1:34)

## 初回仕様特典
1. NARUTO 描き下ろしダブル透明ステッカー（ワイドラベル仕様）
2. FLOW オリジナル透明ステッカー
3. NARUTO イチャイチャバイオレンス メモ・パッド
4. CD-EXTRA仕様（GO!!! -Live Clip- From Live Tour 2005 T.S.O.G.C. ）

## 収録アルバム
- アイル（#1）
  - アルバムバージョンでの収録。
- FLOW THE BEST (#1)
- カップリングコレクション（#3）
- FLOW ANIME BEST（#1）
- FLOW ANIME BEST 極（#1）
- FLOW THE BEST 〜アニメ縛り〜（#1）
- NARUTO SUPER HITS 2006-2008（#1）

## カバー
Re:member
- 奈良シカマル（森久保祥太郎） - 2008年7月3日発売の『NARUTO ALL STARS』収録。